# Gara Furī Terara
Gara Furī Terara är ett berg i Etiopien.   Det ligger i regionen Oromia, i den centrala delen av landet, 17 km söder om huvudstaden Addis Abeba. Toppen på Gara Furī Terara är 2 839 meter över havet, eller 547 meter över den omgivande terrängen. Bredden vid basen är 7,5 km.
Terrängen runt Gara Furī Terara är huvudsakligen kuperad, men åt sydost är den platt. Runt Gara Furī Terara är det tätbefolkat, med 819 invånare per kvadratkilometer. Närmaste större samhälle är Addis Abeba, 17,2 km norr om Gara Furī Terara. Trakten runt Gara Furī Terara består till största delen av jordbruksmark.